# Battaglia di Dhat al-Salasil
La battaglia di Dhāt al-Salāsil (in arabo معركة ذات السلاسل ‎?, Maʿrakat Dhāt al-Salāsil), o battaglia delle Catene, è stata la prima battaglia combattuta tra il califfato arabo-islamico (allora sotto Abū Bakr) e l'Impero sasanide persiano. La battaglia fu combattuta subito dopo la guerra della Ridda, che portò all'assoggettamento a Medina delle tribù arabe che avevano apostato l'islam e alla conquista dell'intera Penisola araba. Fu anche la prima battaglia del califfato arabo-islamico in cui l'esercito combatté in territorio non-arabo.

## Premesse
al-Muthannā b. Hāritha al-Shaybānī era un esponente pagano dei Banū Bakr ibn Wāʾil, una tribù del NE dell'Arabia che era dislocata a diretto contatto coi confini persiani sasanidi.  Dopo la guerra della Ridda, al-Muthannā aveva effettuato incursioni contro le città dell'attuale Iraq, allora sotto dominio sasanide. Tali incursioni avevano avuto successo e avevano procurato ai suoi uomini un bottino bellico ingente. Al-Muthanna b. Ḥāritha si recò allora a Medina per convertirsi e informare il califfo Abū Bakr dei suoi successi e Abū Bakr lo nominò capo della sua gente, esaudendo così un'ambizione che coltivava da lunga data e che lo aveva di fatto spinto alle sue azioni belliche, nella speranza di guadagnare fama e ricchezze.
Riprese dunque a compiere raid all'interno dell'attuale Iraq, territorio che era stato dei Lakhmidi ma che era stato posto sotto diretto controllo dai Sasanidi dopo che l'ultimo re lakhmide era stato da essi deposto. Sfruttando la grande mobilità della sua cavalleria leggera al-Muthannā poteva agevolmente penetrare all'interno dei territori che intendeva depredare e fuggire appena si prefigurava una risposta militare del più lento esercito persiano e dei suoi alleati arabi cristiani.
Per assicurare il successo delle azioni di al-Muthannā, Abū Bakr decise due provvedimenti: l'esercito invasore sarebbe stato di soli volontari e sarebbe stato comandato dal miglior generale musulmano: Khālid ibn al-Walīd.
Dopo che questi aveva sconfitto l'auto-proclamatosi profeta, Musaylima nella battaglia della Yamama, Khālid si trovava ancora in quella regione quando fu raggiunto dagli ordini di Abū Bakr di invadere i territori persiani sasanidi. Con l'obiettivo di conquistare la città di al-Hira, antica capitale lakhmide, Abū Bakr inviò immediatamente rinforzi al comandante arabo e ordinò ad al-Muthannā b. Hāritha, a Mazhūr b. ʿAdī, a Ḥarmala b. Murayṭa al-ʿAdawī e a Sulma b. Qayn al-ʿAdawī di operare al comando di Khālid.
All'incirca nella terza settimana del marzo 633, Khālid lasciò la Yamāma con un esercito di 10 000 uomini. Ma prima di far ciò, scrisse a Hormuz, il marzbān (governatore) persiano del distretto frontaliero di Dast Meysan:
I capi tribali si unirono coi loro guerrieri (2 000 ciascuno) a Khālid alla sua richiesta. Pertanto Khālid entrò nel territorio persiano con 18 000 uomini. Il comandante persiano mise al corrente il suo Imperatore della minaccia portata dagli Arabi musulmani e concentrò un suo esercito per dar battaglia, potendo contare su un gran numero di ausiliari arabi cristiani.

## La strategia di Khālid
L'esercito sasanide era uno dei più potenti e meglio equipaggiati eserciti del tempo ed era una forza ideale per un'operazione militare testa a testa coi musulmani. La sola debolezza era la sua scarsa mobilità: i Persiani potentemente ma pesantemente armati non erano capaci di spostarsi velocemente e ogni suo movimento prolungato lo avrebbe letteralmente sfiancato. D'altro canto, le truppe di Khālid erano invece assai mobili, montate come erano su dromedari per spostarsi e su cavalli quando si richiedeva un'azione di cavalleria. La strategia di Khālid era d'impiegare i suoi uomini alla massima velocità per surclassare e mettere in difficoltà le lente formazioni nemiche. Egli quindi forzò i Persiani a compiere marce e contro-marce per rispondere alle sue finte e ad attaccarli quando i Persiani erano letteralmente esausti. La geografia dei luoghi lo aiutavano in questo: vi erano due strade per Ubulla, via Kāẓima o via Hufayr, tanto che Khālid scrisse una lettera al comandante persiano Hormuz dalla Yamāma, facendo dedurre a quest'ultimo che Khālid sarebbe giunto attraverso Kāẓima per poi marciare su Ubulla.

## La battaglia
Aspettandosi che Khālid ibn al-Walīd giungesse da Kāẓima, Hormuz marciò da Ubulla a Kāẓima. A Kāẓima non v'erano però tracce dell'esercito musulmano. Furono immediatamente date istruzioni dagli esploratori che Khālid stava muovendo da Hufeyr. Dal momento che Hufeyr era a soli 37 km circa da Ubulla, ciò metteva in pericolo la base operativa di Hormuz, Ubulla, che era un importante porto sasanide, situato presso la moderna Bassora. Hormuz dispose immediatamente di marciare su Hufeyr, lontano poco meno di 90 km. Khālid attese a Hufeyr finché i suoi esploratori lo informarono dell'affannato arrivo di Hormuz. Passando per il deserto, Khālid si diresse verso Kāẓima. Al suo arrivo a Hufeyr, Hormuz fu messo al corrente della marcia di Khālid su Kāẓima. Poiché Hormuz non poteva lasciare la strada di Kāẓima nelle mani dei musulmani, al pesante esercito sasanide fu ancora una volta ordinato di muovere verso Kāẓima. I Persiani giunsero a Kāẓima in uno stato di profonda prostrazione.
Hormuz dispiegò da parte sua l'esercito per la battaglia adottando la consueta formazione di un centro e due ali. I generali comandanti le ali erano Qubadh e Anūshajān. Gli uomini - secondo una tradizione assai poco credibile - si legarono assieme con delle catene (il cui peso, se mai la tradizione avesse davvero senso avrebbe incredibilmente peggiorato le precedenti condizioni di marcia. Questo sarebbe avvenuto per non consentire alle cavallerie arabe di sfondare la linea dei fanti sasanidi. Ma, se l'espediente poteva risultare utile a bloccare le cariche nemiche, sarebbe stato disastroso in caso di sconfitta, impedendo qualsiasi sganciamento e fuga. Sarebbe stato l'uso di queste improbabili catene a dare il nome alla battaglia. Hormuz aveva schierato il suo esercito davanti alla parte occidentale di Kāẓima, così che la città in qualche misura lo proteggesse. Khālid schierò invece il suo esercito col deserto alle sue spalle, così da potervisi ritirare in caso di sconfitta. Prima dello scontro, Hormuz sfidò Khālid b. al-Walīd a duello a singolar tenzone. Khālid accettò la sfida e Hormuz cadde perciò ucciso da Khālid. Hormuz aveva posizionato i suoi migliori cavalieri, ordinati in ranghi, vicino al fronte perché potessero uccidere Khālid in caso lo avesse sconfitto. I cavalieri sasanidi raggiunsero perciò Khālid, ma furono respinti e sterminati grazie all'aiuto di Qaʿqāʿ ibn ʿAmr, uno dei comandanti subordinati di Khālid. La morte di Hormuz costituì una vittoria psicologica per i musulmani e Khālid non perse tempo per ordinare un attacco generale per sfruttare quel vantaggio psicologico. L'esausto esercito persiano fu incapace di reggere a lungo l'assalto e i musulmani penetrarono agevolmente nel fronte sasanide attraverso numerosi varchi. Capendo che la sconfitta era ormai inevitabile, i comandanti delle ali, Qubadh e Anūshajān, comandarono la ritirata generale. Molti dei Persiani che non erano incatenati provarono a fuggire ma quelli che s'erano incatenati col vicino non furono in condizione di muoversi agevolmente e migliaia di loro sarebbero stati sterminati.

## Conseguenze
Dopo la battaglia di Dhāt al-Salāsil, Khālid sconfisse gli eserciti persiani sasanidi in tre ulteriori battaglie e conseguì il suo obiettivo principale: quello di conquistare al-Ḥīra. La prima invasione musulmana dell'Iraq fu completata in 4 mesi. Abū Bakr non consentì a Khālid di spingersi più in profondità in territorio sasanide e dopo 9 mesi inviò "la Spada di Allāh" al comando di nuove truppe per l'invasione dell'Impero bizantino in Siria-Palestina.